# Kleine waterteunisbloem
De kleine waterteunisbloem (Ludwigia peploides) is een overblijvende water- en oeverplant die behoort tot de teunisbloemfamilie (Onagraceae). De soort is afkomstig uit Zuid-Amerika.

## Kenmerken
De kleine waterteunisbloem wordt 10–40 cm hoog en bloeit van juni tot in september.
De plant heeft op de knopen wortelende stengels, die dichte matten kunnen vormen. De planten verspreiden zich via stengelfragmenten die elders wortelen. De soort lijkt op de waterteunisbloem (Ludwigia grandiflora), maar is te onderscheiden door de grootte van de bloem en de vorm van het blad. De kleine waterteunisbloem heeft 7–17 mm lange kroonbladeren en 3–6 cm lange bladen met een duidelijke bladsteel en -schijf. De kroonbladeren van de waterteunisbloem zijn 15–25 mm lang en de 6–12 cm lange bladen lopen af langs de bladsteel.

## Invasieve uitheemse soort
De kleine waterteunisbloem werd in Europa geïntroduceerd als vijverplant en wordt beschouwd als een invasieve soort. De in Nederland (en elders in Europa) aangetroffen planten behoren tot de ondersoort L. peploides subsp. montevidensis, die de naam postelein-waterlepeltje heeft gekregen.
In Zuid-Europa kan de soort woekeren in natuurgebieden en zo de overige vegetatie wegconcurreren. In Nederland zijn enkele vondsten gedaan sinds 2003, waarvan de meeste verwijderd zijn. De kleine waterteunisbloem staat op het Convenant Waterplanten en de Unielijst. Dit houdt in dat bezit, handel en vervoer van deze soort verboden is in de hele Europese Unie, en dat gevonden exemplaren bestreden moeten worden. Ook in Vlaanderen komt de soort beperkt voor.

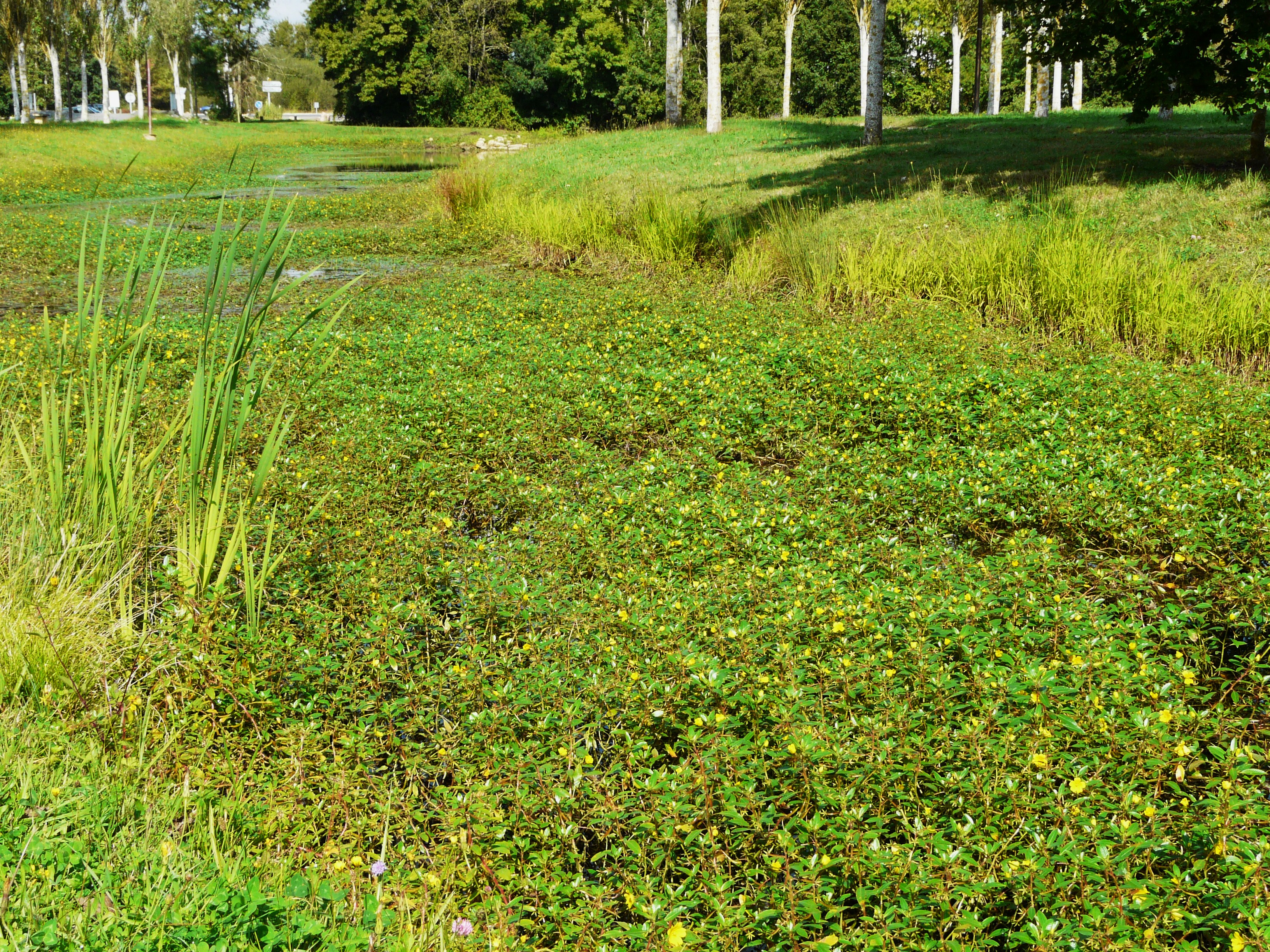
Dichtgegroeide watergang

## Habitat
De kleine waterteunisbloem komt voor in en langs zwak stromend of stilstaand zoet water in kanalen, vaarten, meren, vijvers en greppels. Ook droogvallende oevers en vochtige graslanden kunnen worden gekoloniseerd.